# 대한민국 소방공무원

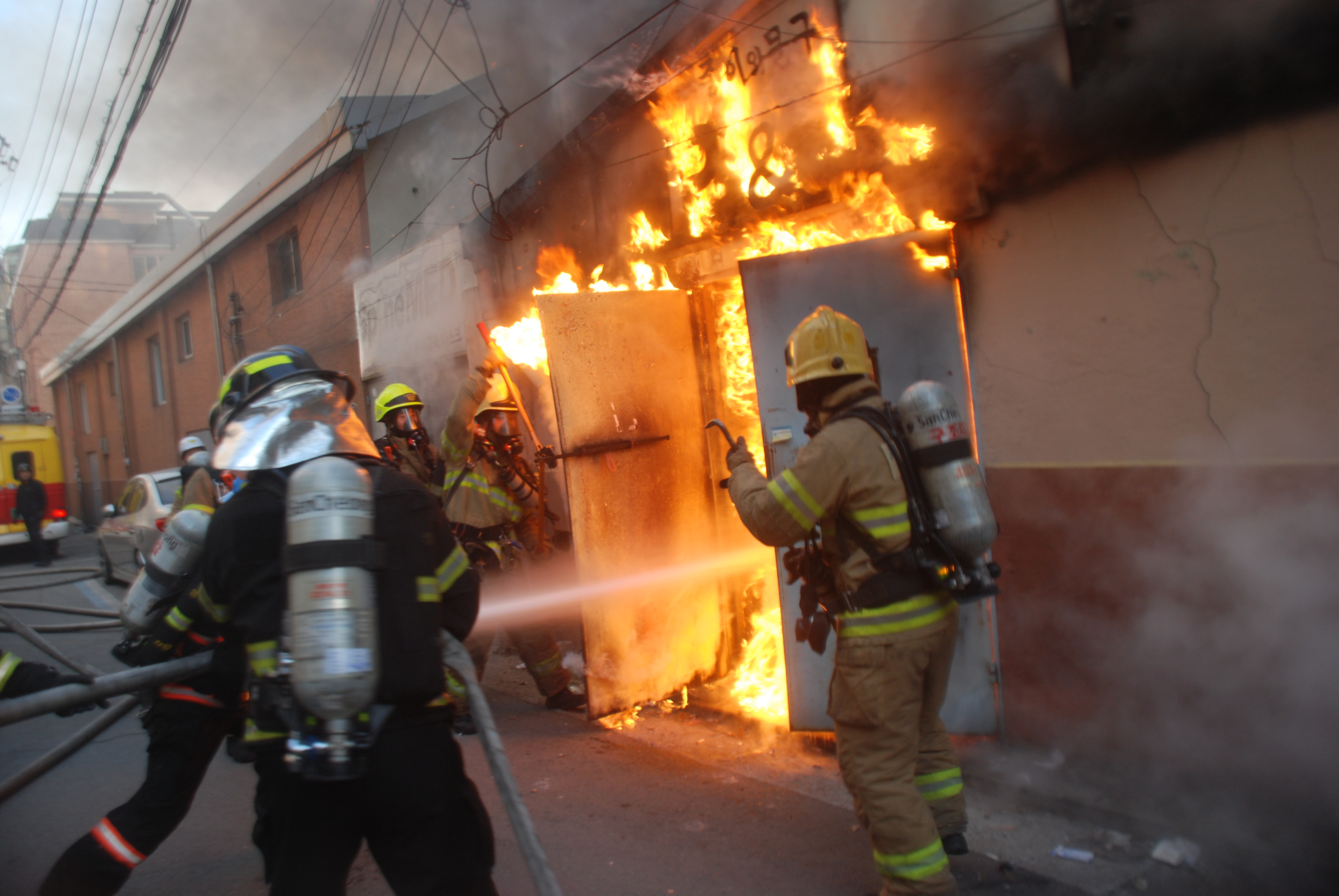
화재 진압

대한민국 소방공무원은 대한민국의 소방공무원법의 적용을 받는 공무원을 말한다. 2020년 4월 1일 기준 60,171명이 근무하고 있다. 화재를 예방·경계하거나 진압하고 화재, 재난·재해, 그 밖의 위급한 상황에서의 구조·구급 활동 등을 통하여 국민의 생명·신체 및 재산을 보호한다. 현재 소방공무원은 소방청장 또는 대통령이 임명하며, 지방 소속 소방공무원은 시·도지사가 임명권을 위임 받아 임용한다. 소방공무원은 공개경쟁시험에 의해 신규채용한다. 다만, 소방위의 신규채용은 소방간부후보생으로서 소정의 교육훈련을 마친 자중에서 행한다.

## 소방공무원의 임용

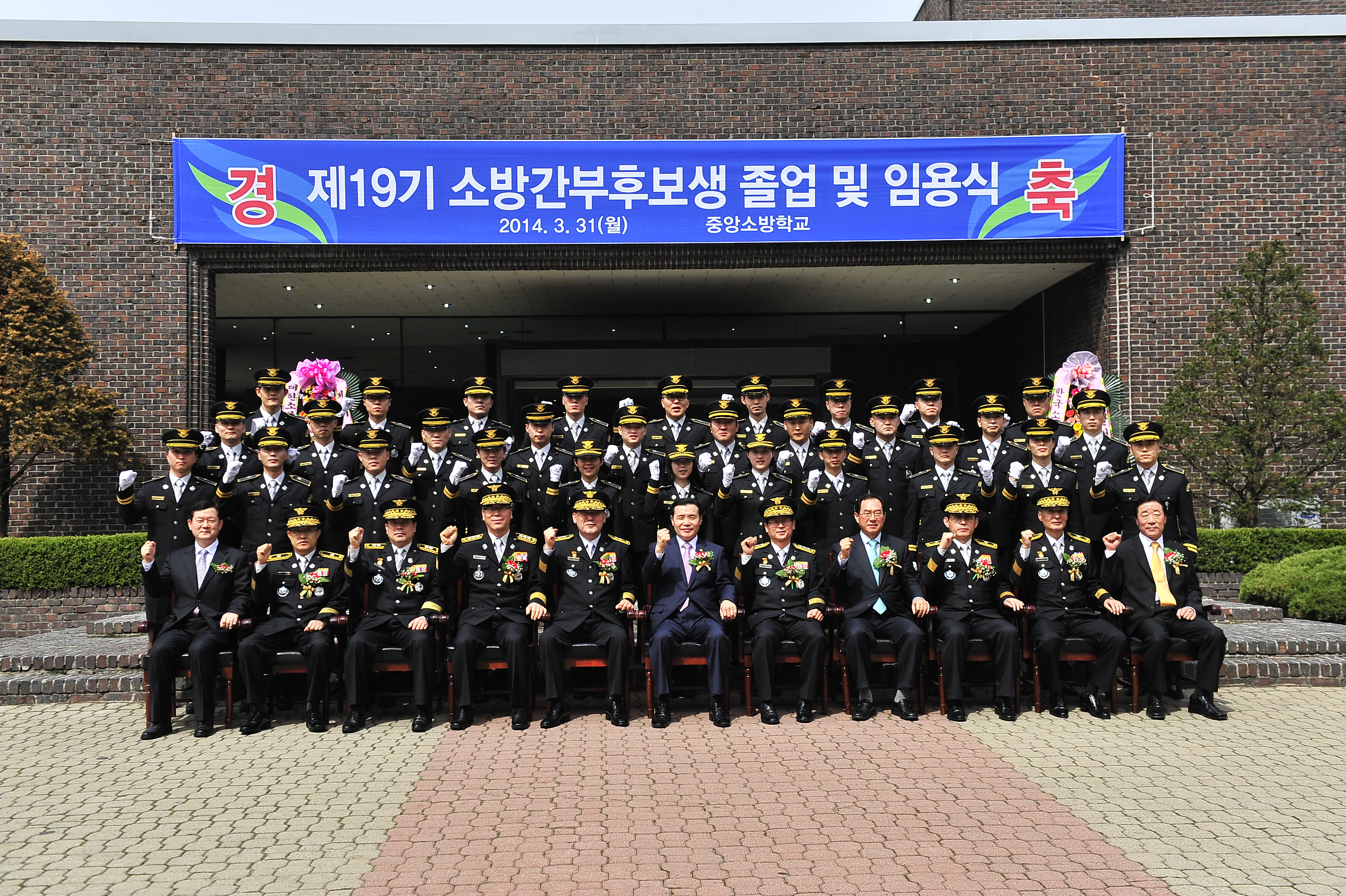
제19기 소방간부후보생 임용식

대한민국의 소방공무원의 채용 과정은 다음과 같다.
- 사법시험, 5급 공채(행정) 합격자 특별채용 - 임관계급은 일선 소방서의 과장급인 소방령이다.
- 소방간부후보생 - 매년 30명을 선발하며, 중앙소방학교에서 1년 간의 초급간부 교육을 수료한 후 소방위로 임용된다.
- 소방사 공채 - 공개채용시험 외에 의무소방원 전역자 및 특수부대에서 하사관 이상의 계급으로 3년 이상 근무한 전역자에 한해 특채를 거쳐 소방사로 임용된다.

## 소방공무원의 정년
- 연령정년: 60세
- 계급정년
  - 소방감: 4년
  - 소방준감: 6년
  - 소방정: 11년
  - 소방령: 14년

## 소방공무원의 업무 및 근무 구분
소방방재청훈령인 소방공무원 근무규칙에 따라 소방공무원의 근무는 일반적으로 외근근무와 일근제 근무로 나뉘며 외근근무자의 업무 형태는 소방기본법 및 119구조ㆍ구급에 관한 법률에 따라 소방대, 119구조대, 119구급대로 나뉜다.

#### 업무 구분

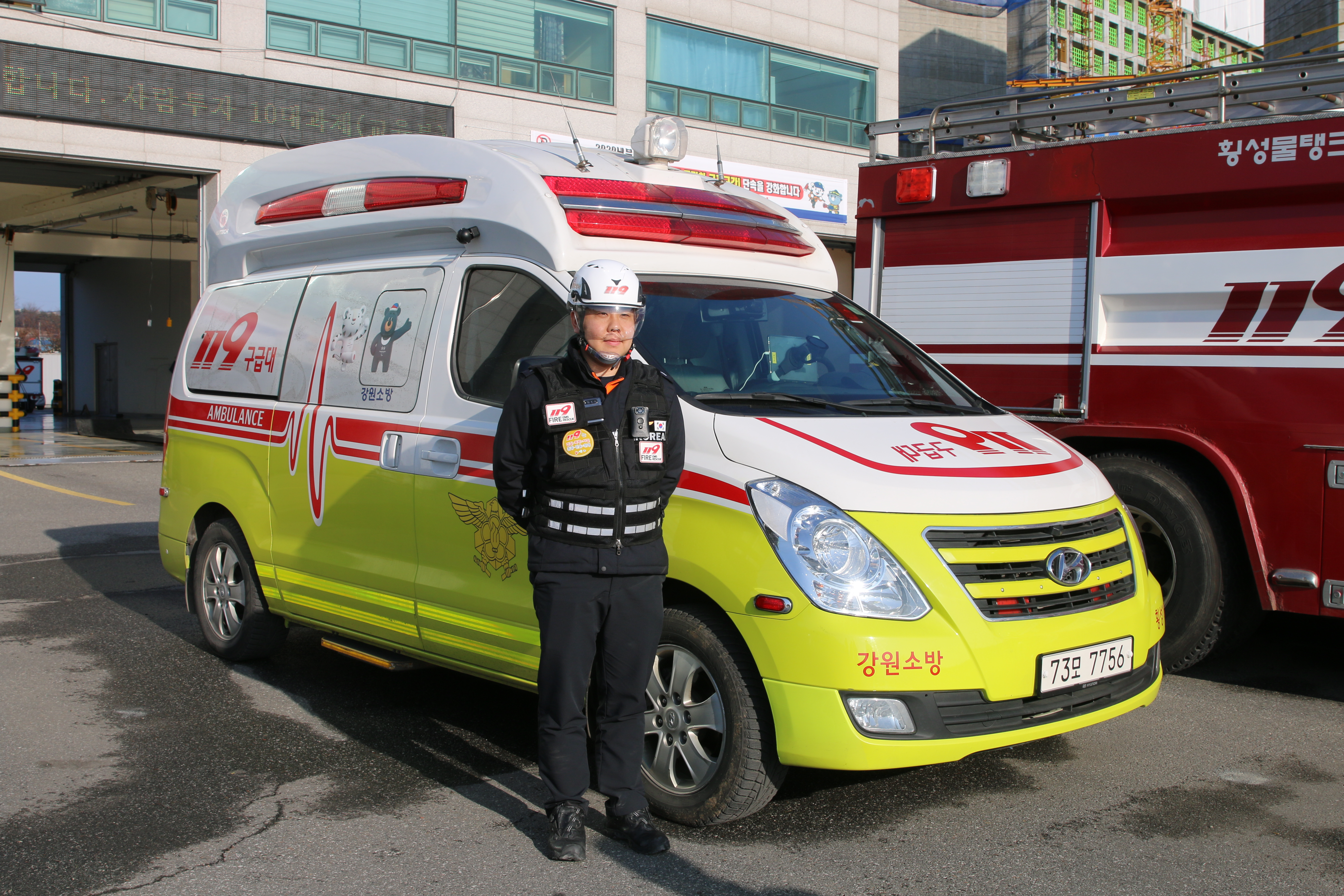
횡성소방서 119구급대원

- 소방대원: 119안전센터(소방대)에 소속되어 소방의 고유 업무인 화재에 관한 일을 수행하는 소방공무원으로서 화재의 예방과 화재발생시의 진압을 주 업무로 한다.
- 119구조대원: 구조대원은 119 구조대에 소속되어 인명 구조를 최우선으로 수행하는 소방공무원으로서 재난현장에서의 인명 검색과 구조를 담당하는 일을 주 업무로 한다.
- 119구급대원: 구급대원은 119 안전센터에 소속되어 부상자나 생명이 위독환자를 응급처치함과 동시에 의사에게 치료를 받을 수 있도록 병원으로 신속히 이송하는 업무를 수행하는 소방공무원을 말한다.
- 항공구조구급대원: 항공대에서 소방헬기에 탑승하여 구조구급업무를 수행하는 소방공무원을 말한다.

#### 근무 구분
- 외근근무: 화재, 재난 및 그 밖의 위급한 상황에서 효과적 대응을 위하여 야간, 토요일 및 공휴일에 관계없이 상시근무체제를 유지하는 교대제 근무와 소방업무의 특유한 형태의 근무
- 휴무: 근무일에 해당함에도 불구하고 누적된 피로 회복 등 건강유지를 위하여 별도로 지정한 일정시간 동안 근무에서 벗어나 자유롭게 쉬는 것
- 당번: 교대제근무자가 일정한 계획에 따라 근무하는 날 또는 일정한 시간을 말하며, 주간근무와 야간근무를 포함
- 비번: 교대제근무자가 일정한 계획에 따라 다음 근무시작 전까지 자유롭게 쉬는 것
- 휴게시간: 근무일에 근무도중 자유롭게 쉬는 시간을 말하며, 식사시간을 포함
- 일근제 근무: 국가공무원 복무규정 제9조 및 지방공무원복무 규정 제2조에 따른 근무시간
- 상시근무: 일상적으로 24시간 계속하여 대응·처리해야 하는 업무를 수행하거나, 긴급하고 중대한 재난상황에 대비하여 위하여 야간, 토요일 및 공휴일에 관계없이 상시적으로 업무를 수행하는 근무형태

## 국가직 전환
소방공무원 신분 국가직 전환을 위한 6개 법률안이 2019년 11월 19일 국회 본회의를 통과하였고, 2020년 4월 1일 소방공무원 60,171명의 신분이 지방직에서 국가직으로 전환되었다.

### 경과
소방공무원의 신분은 1973년 2월 8일 지방소방공무원법이 제정된 이후 2020년 3월 31일까지 국가직과 지방직으로 이원화되어 있었다. 이원화 상태인 소방공무원 신분을 국가직으로 일원화하여 부족한 소방인력을 확충하고 소방공무원 처우를 개선하는 것은 문재인정부의 국정과제였다. 이에 따라 2017년 10월 26일 대통령과 시·도지사 간담회에서 소방공무원 국가직 전환 추진에 대한 기본방향을 발표했고 2018년 10월에는 정부의 ‘재정분권 추진방안’을 통해 소방공무원 국가직화와 소방인력 충원에 필요한 인건비 지원을 위해 담배 개별소비세의 20%인 현행 소방안전교부세율을 2020년까지 45%로 늘리는 정부안을 확정했다. 소방공무원 국가직 전환에 필요한 법률은 2018년 8월부터 국회 행정안전위원회 법안심사소위에서 심사를 시작하여 2019년 6월 25일 의결되었다. 다음 날인 6월 26일 해당 법안들은 여야간의 의견 재조정을 위해 행정안전위원회 안건조정위원회에 상정되었고 동년 9월 23일에 여야합의로 의결되었다. 법안은 10월 22일에는 국회 행정안전위원회 전체회의, 11월 13일에는 국회 법제사법위원회를 통과했으며, 11월 19일 국회 본회의에서 최종 의결되었다.

### 주요 내용
「소방공무원법」 개정으로 소방공무원을 국가소방공무원으로 일원화하여 지방소방공무원은 모두 국가소방공무원으로 전환되었다. 시·도 소속 소방공무원의 임용권을 시·도지사에게 위임할 수 있도록 하였으며, 소청은 「국가공무원법」에 따라 설치된 소청심사위원회에서 심사한다. 「소방기본법」개정으로 시·도지사 직속으로 소방본부를 두고, 소방청장이 화재예방과 대형재난대응 등 필요한 경우에는 시·도 소방본부장 및 소방서장을 지휘·감독할 수 있는 권한을 부여하였다. 「소방재정지원 및 시·도 소방특별회계 설치법」 제정으로 현재 시·도에서 조례로 각각 다르게 운영하고 있는 소방특별회계를 법률로 격상하여 지방 소방재정을 안정적으로 확보할 수 있도록 하였다. 「지방교부세법」 개정으로 지방자치단체의 소방인력 운용, 안전시설 확충, 안전관리 강화 등을 위한 소방안전교부세율을 기존 담배에 부과하는 개별소비세 총액의 20%에서 2020년에 45%로 상향하여, 부족한 소방인력 확충을 위한 인건비로도 사용할 수 있도록 하였다. 소방공무원 국가직 전환에 따라 「지방공무원법」에 지방공무원의 종류에서 지방소방공무원을 삭제하고, 「지방자치단체에 두는 국가공무원의 정원에 관한 법률」에서는 지방자치에 두는 국가소방공무원의 정원(23명 이내)을 삭제하는 등 일부 개정하였다. 「소방재정지원 및 시도 소방특별회계 설치법」은 예산 회계연도 등을 감안하여 2021년 1월 1일부터 시행된다.

## 근무 환경
화재, 재난 및 그 밖의 위급한 상황에서 효과적 대응을 위하여 야간, 토요일 및 공휴일에 관계없이 상시근무체제를 유지하고있다. 2000년대 초까지 전체 2교대 근무였으나 소방방재청에서는 2009년부터 3교대 근무를 추진하여 현재 전환된 비율은 2013년 6월 현재 약 97%의 시행률을 보이고 있다. 그러나 지역별로 3교대 전환율 편차가 있고, 인력 충원 없이 3교대로 전환하면서 오히려 일선 센터 근무 인원이 줄어들었다는 지적도 나온다.

## 계급
소방공무원은 국가직 소방공무원으로 11계급으로 나뉘어 있다.

## 복제
소방공무원은 다른 법령에 특별한 규정이 있는 경우를 제외하고는 소방공무원 복제 규칙에서 정하는 바에 따라 제복을 착용하여야 하며 복장과 용모를 단정히 하고, 항상 품위를 유지하여야 한다. 제복은 소방복, 소방모(消防帽), 소방화(消防靴), 계급장, 휘장(徽章) 및 그 부속물로 구분한다. 제복의 차림은 정장(正裝), 근무장(勤務裝), 기동장 및 특수장 등으로 구분한다. 소방공무원이 근무 중 사복을 착용할 수 있는 때는 다음과 같다.
1. 소방사범(消防事犯) 단속근무를 할 때
2. 관계기관을 방문하거나 대외행사에 참석할 때
3. 물품 구입 등을 위하여 대외활동을 할 때
4. 그 밖에 소속 기관의 장이 지정할 때

## 승진 및 임용

### 승진소요최저근무연수
소방공무원이 승진하려면 다음의 구분에 따른 기간 이상 해당 계급에 재직하여야 한다.
1. 소방정: 4년
2. 소방령: 3년
3. 소방경: 3년
4. 소방위: 2년
5. 소방장: 2년
6. 소방교: 1년
7. 소방사: 1년